# USS Siboney (CVE-112)
L'USS Siboney (CVE-112) est un porte-avions de la classe Commencement Bay appartenant à l'United States Navy.